# Inopeplus reclusa
Inopeplus reclusa is een keversoort uit de familie platsnuitkevers (Salpingidae). De wetenschappelijke naam van de soort werd in 1880 gepubliceerd door John Lawrence LeConte.